# Anna Szafraniec-Rutkiewicz
Anna Szafraniec-Rutkiewicz (* 16. Februar 1981 in Myślenice als Anna Szafraniec) ist eine ehemalige polnische Mountainbikerin, die im Cross-Country aktiv war.

## Sportlicher Werdegang
Bereits als Juniorin machte Szafraniec-Rutkiewicz auf sich aufmerksam. 1996 gewann sie bei den polnischen Meisterschaften die offene Kategorie und ließ viele Fahrerinnen aus der Elite hinter sich. 1997 gewann sie bei den Mountainbike-Weltmeisterschaften Bronze im Cross-Country XCO der Juniorinnen und gewann die erste Medaille bei einer Weltmeisterschaft für Polen überhaupt. 1999 wurde sie Junioren-Weltmeisterin.
Nach dem Wechsel in die Elite etablierte sich Szafraniec-Rutkiewicz in der erweiterten Weltspitze. 2002 wurde sie Vize-Weltmeisterin im Cross-Country XCO, 2003 gewann sie mit der polnischen Cross-Country-Staffel den Titel. 2004 startete Szafraniec bei den Olympischen Spielen in Athen und belegte im Cross Country den elften Platz. Im UCI-Mountainbike-Weltcup gelang ihr kein Sieg, jedoch stand sie dreimal auf dem Podium. Neben dritten Plätzen in den Jahren 2002 und 2004 kam sie 2009 beim Rennen in Champéry auf den zweiten Platz.
National stand Szafraniec-Rutkiewicz im ständigen Wettstreit mit Maja Włoszczowska und Aleksandra Dawidowicz, insgesamt neunmal gewann sie die polnischen Meisterschaften im Cross-Country XCO und MTB-Marathon XCM.
Gelegentlich startete Szafraniec-Rutkiewicz bei Straßenradrennen. 2006 belegte sie bei der polnischen Straßenmeisterschaft Rang drei, 2011 errang sie den Meistertitel im Straßenrennen.
2015 musste sie aufgrund von Herzrhythmusstörungen ihre aktive Karriere beenden.

## Familie
2014 heiratete Szafraniec-Rutkiewicz den polnischen Radrennfahrer Marek Rutkiewicz, mit dem sie seit der Juniorenzeit liiert war. 2015 wurde der gemeinsame Sohn geboren.

## Erfolge

### Mountainbike
1997
- Weltmeisterschaften (Junioren) – Cross-Country XCO

1999
- Weltmeisterin (Junioren) – Cross-Country XCO

2002
- Weltmeisterschaften – Cross-Country XCO
- Polnische Meisterin – Cross-Country XCO

2003
- Weltmeisterin – Staffel XCR
- Europameisterschaften – Staffel XCR
- Polnische Meisterin – Cross-Country XCO

2006
- Polnische Meisterin – Cross-Country XCO
- Polnische Meisterin – Marathon XCM

2007
- Polnische Meisterin – Marathon XCM

2008
- Polnische Meisterin – Marathon XCM

2009
- Polnische Meisterin – Marathon XCM

2014
- Polnische Meisterin – Marathon XCM

### Straße
- Polnische Meisterin – Straßenrennen